# Isla Belvedere
Isla Belvedere (anteriormente llamada El Potrero de la Punta del Tiburón, Isla Kashow, Isla península, Promontory Island, y Still Island) es una isla rocosa en el condado de Marin, en el estado de California, que está separada por un pantano de la parte continental y ahora se ha vinculado por dos porciones de arena. Parte de la ciudad de Balverde, California se encuentra en la isla.
Hay una gran variedad de flora y fauna representada en la isla Belvedere. Se ha caracterizado por la presencia de garzas por un considerable período de tiempo.